# Sainte-Livrade
Sainte-Livrade es una comuna (municipio) de Francia, en la región de Mediodía-Pirineos, departamento de Alto Garona, en el distrito de Toulouse y cantón de Léguevin.
Su población en el censo de 1999 era de 246 habitantes.
Está integrada en la Communauté de communes de la Save au Touch.

## Demografía
| 156 | 151 | 147 | 189 | 224 | 246 |
| Para los censos de 1962 a 1999 la población legal corresponde a la población sin duplicidades (Fuente: INSEE [Consultar]) |     |     |     |     |     |